# Heure creuse
Une heure creuse est une plage horaire sur laquelle le prix de l’électricité est plus faible. Cette plage horaire correspond généralement aux heures auxquelles la consommation d'énergie est la plus faible.

## Concept
La consommation d'énergie n'est pas constante, mais fluctue selon l'heure de la journée. Cela a incité les distributeurs d'électricité à mettre en place des plages horaires à tarifs réduits, afin d'égaliser la demande d'électricité à travers la journée.
En France, les plages horaires des heures creuses varient d'une commune à l'autre. Elles sont déterminées par le gestionnaire du réseau de distribution d'électricité — Enedis — pour une durée totale (continue ou discontinue) de huit heures par jour. L'option tarifaire « Heures Pleines/Heures Creuses » (HPHC) est aussi bien commercialisée par le fournisseur d'électricité historique EDF que par les fournisseurs alternatifs tels que Engie et TotalEnergies.

## Intérêt
Les heures creuses présentent des intérêts pour les parties prenantes des contrats de distribution d'électricité.
Le fournisseur d'électricité choisit la ou les périodes de ces heures creuses individuellement et décide du tarif à appliquer pendant les heures où il estime que la consommation baisse trop fortement par rapport à ses capacités de production. Il incite ainsi les utilisateurs à ce que leur consommation augmente, dans un certain secteur et pendant une certaine période.[réf. nécessaire] Avec le réseau électrique intelligent, il pourra optimiser l'adéquation entre production et consommation.
Le consommateur, en souscrivant à cette option tarifaire, peut bénéficier d'un tarif inférieur au tarif normal sur les plages horaires correspondant aux heures creuses et ainsi faire des économies avec peu de contraintes. Celles-ci dépendent toutefois de son mode de consommation de l'énergie électrique et des plages horaires qui lui sont proposées.

## Utilisation
Certains appareils, comme les chauffe-eau électriques, ont une capacité et une isolation adaptées pour maintenir l'eau suffisamment chaude pendant plusieurs heures. De ce fait, faire monter la température à une heure où l'utilisateur n'en a pas un besoin immédiat n'est pas gênant et est même financièrement intéressant si cela s’effectue à un tarif attractif.
D'autre appareils gros consommateurs mais non prioritaires (lave-vaisselle, lave-linge, sèche-linge, radiateurs à inertie, etc.) peuvent, dans la plupart des cas, être programmés pour bénéficier du tarif « heures creuses ».